# Tom Welling
Thomas John Patrick "Tom" Welling, född 26 april 1977 i Putnam Valley, New York, är en amerikansk skådespelare, regissör, producent och före detta fotomodell, mest känd som Clark Kent i spinoff-serien Smallville.

## Karriär
Tom Welling började som modell 1998. Han har bland annat varit modell för Tommy Hilfiger, Abercrombie & Fitch, Calvin Klein och deltagit i många fler reklamkampanjer. Hans första stora roll var som en karatelärare, Rob Meltzer, i CBS-serien Vem dömer Amy? som sändes 2001. Han hade även en liten roll i UPN:s Special Unit 2 och FOX:s situationskomedi Panik i plugget.
Welling blev tillfrågad att spela den unge Clark Kent i serien Smallville. Pilotavsnittet sändes i oktober 2001 och den blev Warner Bros. mest sedda debutserie med 8,4 miljoner tittare. Tom Welling blev vald som en av People Magazines "Breakthrough Stars of 2001" och vann även en Teen Choice Award som "Choice Breakout Star (Male)" 2002 för sin roll som Clark Kent.
I december 2003 spelade Welling i filmen Fullt hus som Charlie Baker, den näst äldste sonen i en familj med tolv barn. I filmen ses även Steve Martin och Hilary Duff. 2005 spelade han in två filmer till, bland annat The Fog, en remake av John Carpenters film från 1980 och återigen i Fullt hus igen. I februari 2010 spelade han Clark Kent/The Red-Blue Blur i filmen Smallville: Absolute Justice, två avsnitt av säsong 9 av Smallville som satts ihop till en film.
Welling gifte sig den 5 juli 2002 med Jamie A. White, paret gick skilda vägar 2013.

## Filmografi (urval)
- 2001 – Vem dömer Amy?
- 2001 - Panik i plugget, avsnitt Prototype (gästroll i TV-serie)
- 2001 - Special Unit 2, avsnitt The Depths (gästroll i TV-serie)
- 2001–2011 – Smallville (TV-serie)
- 2003 – Fullt hus
- 2005 – The Fog
- 2005 – Fullt hus igen